# Абу Дарба Мухаммад III
Абу Дарба Мухаммад III аль-Мустансир (араб. أبو ضربة محمد المستنصر; д/н — 1323) — 12-й султан і 11-й халіф Держави Хафсідів у 1317—1318 роках. Повне ім'я Абу Дарба Мухаммад III аль-Мустансир аль-Ліх'яні.

## Життєпис
Походив з роду шейхів берберів, не належав до династії Хафсідів. Син халіфа Закарії I. З 1312 року останній ув'язнив сина через змову. 1317 року після зречення батька здобув волю і посів трон.
На той час його влада вже обмежувалася Північною Іфрікією та Триполітанією. Продовжив війну проти Абу Бакра, еміра Беджаї і Костянтини, який боровся ще проти Закарії I. Боротьба тривала 9 місяців. Розраховував на допомогу з Сицилії, але марно. Водночас поновив торгівельну угоду з Венеційською республікою.
Зрештою 8 червня 1318 року війська Мухаммада III зазнали поразки, ворог захопив столицю Туніс. Втік до порту Махдія, звідки намагався організувати опір. Звернувся по допомогу до заянідського султана Абу Ташуфіна I, який 1319 року розпочав кампанію проти халіфа Абу Бакра II. 1321 року після захоплення Заянідами Тунісу був схоплений та відправлений до Тлемсену, де помер 1323 року.